# Liste der Bodendenkmale in Kirchseelte
In der Liste der Bodendenkmale in Kirchseelte sind die Bodendenkmale der niedersächsischen Gemeinde Kirchseelte aufgeführt. Die Quelle ist der Denkmalatlas Niedersachsen.
- Diese Liste erhebt keinen Anspruch auf Vollständigkeit.
- Die Angaben ersetzen nicht die rechtsverbindliche Auskunft der zuständigen Denkmalschutzbehörde.
- Es sind nur Daten aus dem Denkmalatlas verarbeitet.
- Der Stand der Liste ist der 21. Juni 2025.

Kirchseelte im Landkreis Oldenburg

## Allgemein
In den Spalten finden sich folgende Informationen des Bodendenkmales:
| Lage         | geographische Koordinaten                                                           |
| Bezeichnung  | Bezeichnung lt. Denkmalatlas                                                        |
| Beschreibung | Beschreibung lt. Denkmalatlas                                                       |
| ID           | Objekt-ID                                                                           |
| Bild         | Bild, ggf. zusätzlich mit Link zu weiteren Fotos im Medienarchiv Wikimedia Commons. |

## Kirchseelte
| Lage                        | Bezeichnung              | Beschreibung | ID       | Bild |
| --------------------------- | ------------------------ | --- | -------- | ---- |
| 52° 57′ 29″ N, 8° 40′ 30″ O | Kirchseelte 5, Grabhügel | Durchmesser ca. 15 m und Höhe ca. 0,6 m. Guter Erhaltungszustand. Durch Abschieben der Kuppe einige Steine sichtbar. | 28956757 | BW   |

### Kirchseelte 1
- ID: 28955072
- Grabhügelfeld mit ehemals vier Hügeln. Heute sind noch drei erhalten. Dm. 17 – 21 m und noch 1,3 – 1,5 m hoch erhalten.

| Lage                       | Bezeichnung   | Beschreibung | ID       | Bild |
| -------------------------- | ------------- | --- | -------- | ---- |
| 52° 57′ 1″ N, 8° 39′ 28″ O | Kirchseelte 1 | Durchmesser ca. 17 m und Höhe ca. 1,3 m. Am nördlichen Rand bei Gleisverlegung abgeschnitten, am nördlichen und südlichen Rand etwas abgetragen. | 28955069 | BW   |
| 52° 57′ 2″ N, 8° 39′ 28″ O | Kirchseelte 2 | Durchmesser ca. 21 m und Höhe ca. 1,3 m. | 28955070 | BW   |
| 52° 57′ 2″ N, 8° 39′ 31″ O | Kirchseelte 3 | Durchmesser ca. 17 m und Höhe ca. 1,5 m. Ebenmäßig gewölbt.                                                                                      | 28955071 | BW   |